# Сушко Микола
Сушко Микола (* 1909) — австрійський видавець українського походження.

## Короткі дані життєпису
Народився у Відні. Український студентський діяч: 1931 — 32 голова товариства «Січ», 1933  — Центрального Союзу Українського Студентства (ЦЕСУС), делеґат міжнародних студентських з'їздів.
Закінчив правничі студії (1934).
1938 — 45 очолював Українську установу довір'я в Німеччині з осідком у Берліні, чому передували спротив представників гетьманський руху, ретельні перевірки гестапо, абверу. Ймовірно, співпрацював з ОУН.
По війні — видавець у Зальцбурзі (Австрія).